# Bactrocera grandifasciata
Bactrocera grandifasciata är en tvåvingeart som beskrevs av White och Neal L. Evenhuis 1999. Bactrocera grandifasciata ingår i släktet Bactrocera och familjen borrflugor. Inga underarter finns listade.